# Ninurta-nadin-Shumi
Ninurta-nādin-šumi  ("Ninurta es el dador de la progenie") (ca. 1132-1126 a. C.) fue el tercer rey de la II Dinastía de Isin (dinastía IV de Babilonia). Reinó durante 7 años, siendo contemporáneo del rey asirio Ashur-resh-ishi I (ca. 1133 - 1115a. C.), con el que se enfrentó.
Su relación con su antecesor, Itti-Marduk-balatu, es incierto. Dos breves inscripciones con su nombre, sobre dagas de bronce le dan una titulación grandiosa: “rey del mundo, rey de Babilonia, rey de Sumer y  Akkad”,  que fue servilmente imitada por sus sucesores. También se ha fechado un kudurru de este período.
Puede que sea el autor de una carta, más bien condescendiente, dirigida a  Aššur-reš-iši, en la cual amenaza a los asirios por haber faltado a un encuentro fronterizo. La amenaza consiste en el posible apoyo a Ninurta-Tukulti-Ashur, para que recupere el trono, que había perdido, frente a Mutakkil-Nusku, según una crónica tardía.
Es recordado en la antigüedad, sobre todo, por ser el padre de su sucesor, el famoso Nabucodonosor I. Sus descendientes continuaron gobernando durante tres generaciones más, hasta el séptimo rey de la dinastía, Marduk-shapik-zeri.